# George Ratcliffe Woodward
George Ratcliffe Woodward, född 27 december 1848, död 3 mars 1934, var en anglikansk präst som skrev religiös poesi och översatte texter av äldre författare. 
De flesta texter skrev han för att passa traditionella melodier från renässansen. En del arrangerade han själv men samarbetade också med tonsättaren Charles Wood. År 1910 publicerade han Piae Cantiones: A Collection of Church & School Song, chiefly Ancient Swedish, originally published in A.D. 1582 by Theodoric Petri of Nyland, en utgåva på engelska av Piæ Cantiones.